# Goalandaghat Upazila
Goalandaghat Upazila är ett underdistrikt i Bangladesh. Det ligger i den centrala delen av landet, 60 km väster om huvudstaden Dhaka.
Trakten runt Goalandaghat Upazila består till största delen av jordbruksmark. Runt Goalandaghat Upazila är det mycket tätbefolkat, med 1 361 invånare per kvadratkilometer.